# 46 Batalion Łączności
46 batalion łączności (46 bł) – samodzielny pododdział  łączności ludowego Wojska Polskiego.
Batalion sformowany został w 1951, w garnizonie Siedlce, w składzie 25 Dywizji Piechoty. W następnym roku jednostka została zlikwidowana.
Struktura organizacyjna batalionu łączności Dywizji Piechoty typu B "mała konna" według etatu Nr 2/134 z 23 marca 1951:
- dowództwo
- kompania dowodzenia (pluton telefoniczno-telegraficzny, pluton radiowy i drużyna ruchomych środków łączności)
- kompania telefoniczno-kablowa (dwa plutony)
- kompania szkolna
- warsztaty i magazyn techniczny

Stan osobowy liczył 154 żołnierzy i 11 pracowników cywilnych. Kompania miała być wyposażona w sześć radiostacji.